# Morskie przejście graniczne Mrzeżyno
Morskie przejście graniczne Mrzeżyno – znajduje się w miejscowości Mrzeżyno.

## Opis
Przejście graniczne w Mrzeżynie zostało utworzone w 1969 roku. Dopuszczony jest ruch towarowy statkami rybackimi o polskiej przynależności, wykonującymi rybołówstwo morskie. Na przejściu obsługiwany jest ruch graniczny portu morskiego Mrzeżyno. Terytorialny zasięg morskiego przejścia granicznego Mrzeżyno obejmuje obszar portu morskiego Mrzeżyno, którego granice zostały określone w 2001 roku. Do 28 lutego 2015 roku kontrolę graniczną osób, towarów i jednostek pływających wykonywała  Placówka Straży Granicznej w Rewalu, a następnie Placówka Straży Granicznej w Świnoujściu będąca w strukturach Morskiego Oddziału SG w Gdańsku. Przejście graniczne nie posiada punktu odpraw. 
Na terenie portu znajduje się wymagana infrastruktura dla małych jednostek pływających. Sama miejscowość położona jest w odległości 95 km (52 mil morskich) od Bornholmu i 73 km (40 NM) od granicy polsko-niemieckiej.

## Dane statystyczne
| Rok  | Ogółem | z Polski | do Polski |
| ---- | ------ | -------- | --------- |
| 2005 | 244    | 123      | 121       |
| 2006 | 317    | 159      | 158       |

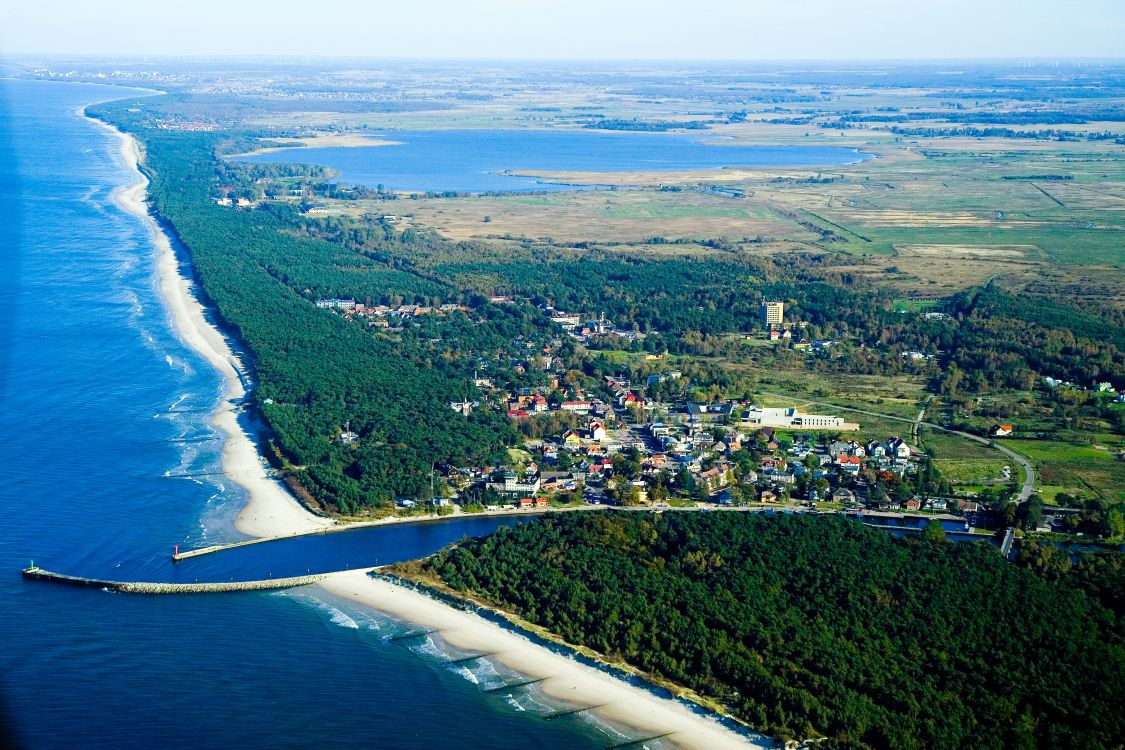
Port morski Mrzeżyno (październik 2007)